# イフォガス山地
イフォガス山地（イフォガスさんち、フランス語：Adrar des Ifoghas。ティフィナグ文字：ⴰⴷⵔⴰⵔ ⵏ ⵉⴼⵓⵖⴰⵙ）は、マリ共和国の北東部にあるキダル州からアルジェリア共和国の南部にあるタマンラセット県とアドラール県にまたがる山地である。東からティベスティ山地、アイル山地が連なり、北にはホガール山地があり、サハラ砂漠一帯の山岳地帯を形成している。また、イフォガス山地はトゥアレグ族によって名付けられるアザワド地域の一角をなしてる。
イフォラ山地（Adrar des Iforas）ともいう。

## 概要
面積は250,000平方メートルに及ぶ。地域は花崗岩が散らばり、非常に侵食されており、谷は大きく切り立っている。山地周辺の地勢はタムズナ平原（plaine du Tamesna）が東に開かれ、テレムシ溝（fossé du Telemsi）が西に、アザワグ西盆地（bassin occidental de l'Azawagh）が南に、タネズルフト砂漠（Tanezrouft）が北にある。
イフォガス・デ・アドラルの元の名は「山」を意味する「Adagh」であった。この名はフランスが占領したモーリタニアのアドラル州と混同するおそれがあったため、フランス植民地行政当局によって割り当てられた。サハラ砂漠の中央部に位置し、山地は砂漠における「給水塔」の役割を果たし、多くのトゥアレグ族人口を養っている。
タマシェク語でアドラル（Adrar）は「山」を意味する。イフォガ（ifogha）については、数世代に渡りこの地域の有力支配者であったトゥアレグの氏族ケル・イフォガス氏（Kel Ifoghas）に由来している。イフォガス氏族は山羊や羊の遊牧、駱駝による貿易に従事していた。
イフォガス山地は岩の彫刻（fr:Art rupestre）が豊富にあり、多数のグェルタ（fr:Guelta）がある。
エスーク（fr:Essouk）付近では博物学者テオドール・モノがアスラール人（fr:Homme d’Asselar）の人骨を発見している。
トレッキングエリアとしても人気がある。

## 主要都市
- キダル、キダル州の州都。
- アベイバラ（fr:Abeïbara）
- アゲルホク（fr:Aguel'hoc）
- ボゲッサ（fr:Boghassa）
- エスーク（fr:Essouk）
- テッサリト（fr:Tessalit）